# Linars
Linars település Franciaországban, Charente megyében. Lakosainak száma 2105 fő (2022. január 1.). Linars Fléac, Nersac, Saint-Saturnin és Trois-Palis községekkel határos.

## Népesség
A település népességének változása:
| Lakosok száma | 852  | 2208 | 2193 | 2071 | 2080 | 2107 | 2078 | 2092 | 2096 | 2105 |
|               | 1968 | 1982 | 1990 | 2006 | 2013 | 2015 | 2017 | 2019 | 2020 | 2022 |